# Qom
Qom of Qum (قم in het Perzisch) is een stad in Iran. Het is het centrum van de provincie Qom en de bevolking bedraagt iets meer dan 1 miljoen personen.
De stad is een heilige stad voor sjiitische moslims. Vanaf de 7de eeuw ontpopte Qom zich met Ray en Kashan tot een zeer belangrijk sjiitisch bedevaartsoord. In 816 stierf Fatima, de zus van Imam Reza (de achtste van de twaalf imams), in deze stad, op doorreis naar haar broer in Mashad. Door haar mausoleum nam de faam van Qom toe. Van ver ziet men de gouden koepels en sierlijke minaretten van het heiligdom, dat niet toegankelijk is voor niet-moslims.
Qom was ook de plek waar ayatollah Khomeini jarenlang woonde, studeerde en islamitisch onderwijs gaf.

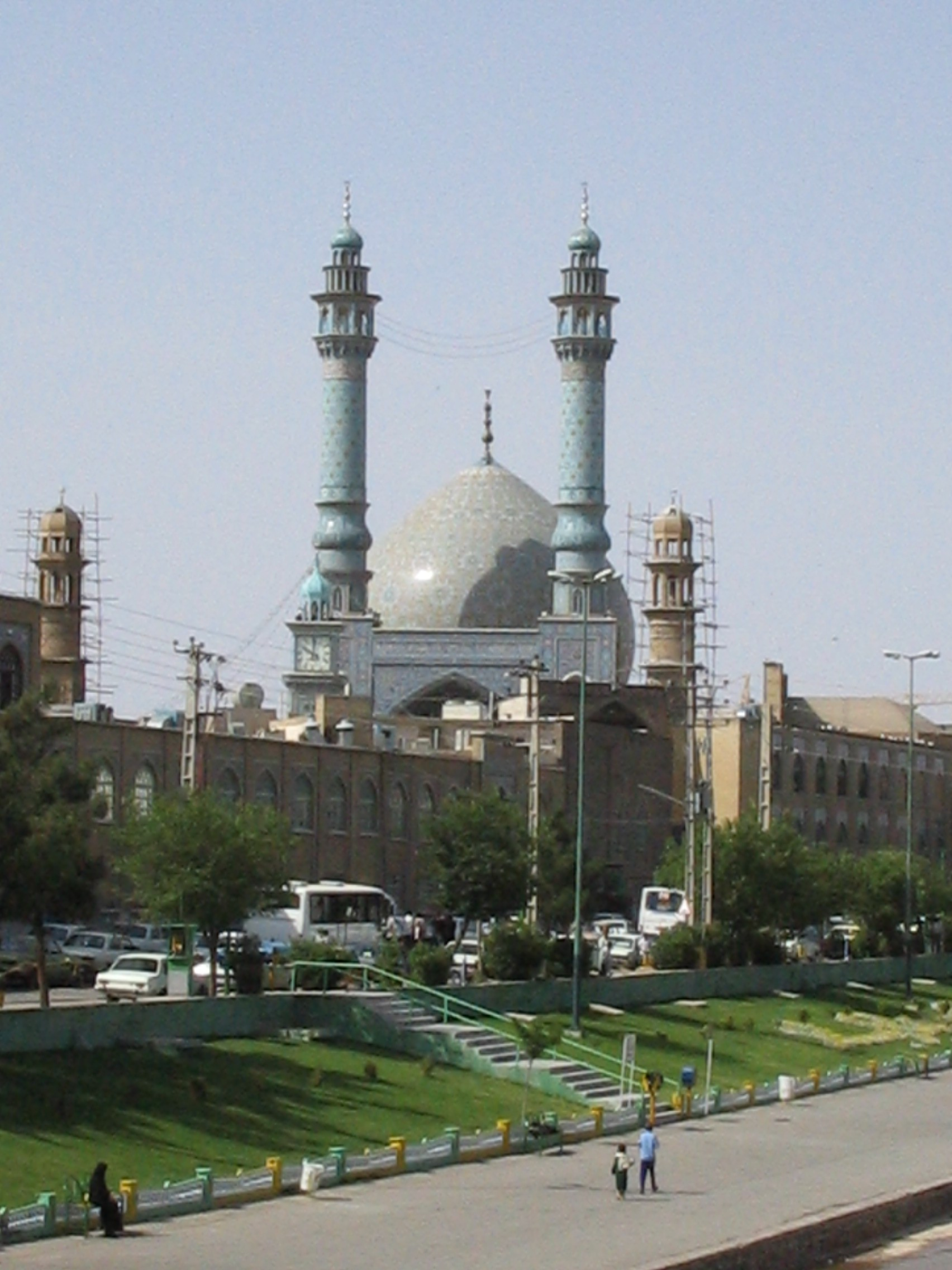
Het mausoleum van Hazrat Masoumeh, zus van Imam Reza

## Geboren
- Farrokhroo Parsa (1922-1980), arts, pedagoog en eerste vrouwelijke minister van een Iraanse regering
- Mostafa Mohaghegh Damad (1945), sjiitische geestelijke en geleerde

## Overleden
- Hoessein-Ali Montazeri (1922-2009), grootayatollah
- Lotfollah Safi Golpaygani (1919-2022), ayatollah